# Plac Bajazyda
Plac Bajazyda (tur. Beyazıt Meydanı) – plac w europejskiej części Stambułu, w dystrykcie Fatih.
W czasach rzymskich, po powstaniu Konstantynopola, teren placu zajmowało Forum Tauri, które w 393 roku zostało przemianowane na Forum Teodozjusza, na cześć cesarza Teodozjusza I. Był to wówczas największy plac w mieście. Na jego środku stał gigantyczny łuk triumfalny zdobiony głowami byków z brązu i zwieńczony posągiem cesarza. Na terenie placu znaleziono fragmenty kolumn i kilku bloków marmuru z łuku triumfalnego, jednakże nic nie pozostało po monumentalnej fontannie znajdującej się po północnej stronie placu. Woda, do tej największej fontanny w mieście, była dostarczona za pomocą Akweduktu Walensa.
Dziś na placu znajdują się dwie znaczące budowle: leżący po wschodniej stronie Meczet Bajazyda, zaś po zachodniej stronie Muzeum Kaligrafii. Meczet zbudowano w 1506 roku na polecenie sułtana Bajazyda II, od którego imienia plac wziął swoją nazwę. Jest to najstarszy sułtański meczet w Stambule. Niegdyś meczet stanowił część kompleksu różnych budynków, z których do dziś pozostały tylko medresa, łaźnie i niektóre sklepy. Północną stronę placu zamyka zbudowana w XIX wieku monumentalna brama w stylu neomauretańskim, prowadząca do Uniwersytetu Stambulskiego. Z placu dobrze widać zbudowaną w 1828 roku Wieżę Bajazyda, znajdującą się na terenie uniwersyteckiego parku. Brama wraz z wieżą i całym terenem obecnego kampusu uniwersyteckiego, stanowiły w czasach Imperium Osmańskiego Ministerstwo Wojny, które ulokowano tu w XIX wieku. Wcześniej, tuż po upadku Konstantynopola w 1453 roku, na tym terenie swój pałac zbudował sułtan Mehmed II Zdobywca. Teren na północny wschód od placu zwany jest Çarşıkapı, gdyż prowadzi do głównego wejścia na teren Krytego Bazaru (Kapalı Çarşı). Plac od południa zamyka Yeniçeriler Caddesi, czyli Ulica Janczarów, przy której znajduje się przystanek tramwajowy Beyazıt-Kapalı Çarşı, leżący na linii tramwajowej T1.